# FK Charków-2
FK Charków-2 (ukr. Футбольний клуб «Харків-2», Futbolnyj Kłub "Charkiw-2") – ukraiński klub piłkarski z siedzibą w Charkowie. Jest drugim zespołem klubu FK Charków. Status profesjonalny otrzymał w roku 2005.
Zgodnie regulaminu klub nie może awansować do ligi, w której już gra I zespół klubu, oraz nie może występować w rozgrywkach Pucharu Ukrainy. 
W sezonie 2005/2006 występował w rozgrywkach ukraińskiej Drugiej Lihi.
Obecnie występuje jako klub dublerów FK Charków.

## Historia
Chronologia nazw:
- 2005—2006: FK Charków-2 (ukr. ФК «Харків-2»)

W 2005 roku klub zgłosił się do rozgrywek w Drugiej Lidze i otrzymał status profesjonalny.
W sezonie 2005/06 klub występował w Drugiej Lidze. Po zakończeniu sezonu FK Charków-2 zrezygnował z występów, kiedy wprowadzono turniej dublerów. Drugi zespół występuje jako klub dublerów FK Charków.

## Sukcesy
- 13. miejsce w Druhiej Lidze (1 x):

2005/06

## Inne
- FK Charków